# Fabriciana olympena
Fabriciana olympena är en fjärilsart som beskrevs av Ruggero Verity 1937. Fabriciana olympena ingår i släktet Fabriciana och familjen praktfjärilar. Inga underarter finns listade i Catalogue of Life.